# انتخابات سراسری مالاوی (۲۰۱۹)
انتخابات سراسری مالاوی (انگلیسی: 2019 Malawian general election) در ۲۱ مه ۲۰۱۹ برای انتخاب رئیس‌جمهور و تعیین نمایندگان مجلس ملی و دولت‌های محلی برگزار شد. در نهایت دادگاه قانون اساسی مالاوی، نتایج انتخابات را به علت بی نظمی‌های زیاد ملغی کرد.

## نظام انتخاباتی
نظام انتخاباتی در مالاوی یک نظام انتخاباتی نخست نفری است و رئیس‌جمهور نیز به این شیوه انتخاب می‌شود. کاندیداهایی که اکثریت آرا را به خود اختصاص دهند برنده انتخابات خواهند بود. ۱۹۳ عضو مجلس ملی از طریق همین نظام نخست نفری از هر حوزه انتخاباتی تک به تک انتخاب می‌شوند.

## کاندیداهای ریاست‌جمهوری
در مجموع ده کاندید برای حضور در رقابتهای انتخاباتی شرکت دارند. پیتر موتاریکا رئیس‌جمهور کنونی از حزب پیشرو دموکراتیک (DPP) برای دومین دوره همراه با معاون خود سالوس چیلیمادر این انتخابات با سایر کاندیداها که (DPP) را در ۲۰۱۸ ترک کردند و تحت عنوان جنبش متحده انتقال (UTM) به فعالیت انتخاباتی پرداختند شرکت کردند. سایر کاندیداها لازاروس چاکورا از حزب کنگره مالاوی، آتوپله مولوزی از جبهه دموکراتیک متحد. از جملهجویس باندا رئیس‌جمهور قبلی از حزب مردم نیز قصد شرکت در انتخابات سراسری مالاوی (۲۰۱۹) را داشت، اما دو ماه پیش از شرکت در انتخابات اعلام انصراف داد و در عوض از کاندید لازاروس چاکورا حمایت نمود. راس چیکومنی چیروا نیز به دلیل کمبود بودجه و عدم کسب امضا کافی رد صلاحیت شد.

## نتایج انتخابات پارلمانی

### رئیس‌جمهور
| نامزدها                                               | نامزدها                | حزب                          | آرا       | %             |
| ----------------------------------------------------- | ---------------------- | ---------------------------- | --------- | ------------- |
|                                                       | پیتر موتاریکا          | حزب پیشرو دموکراتیک (مالاوی) | ۸٬۵۵۴     | ۴۰٫۲۴         |
|                                                       | لازاروس چاکوریا        | حزب کنگره مالاوی             | ۶٬۷۱۰     | ۳۱٫۵۷         |
|                                                       | سالوس چیلیما           | جنبش متحده انتقال            | ۴٬۸۷۲     | ۲۲٫۹۲         |
|                                                       | آتوپل مولوزی           | جبهه متحد دموکراتیک (مالاوی) | ۸۵۴       | ۴٫۰۲          |
|                                                       | جان یوجین چیزی         | حزب اومزدی                   | ۹۸        | ۰٫۴۶          |
|                                                       | پیتر کاوانی            | جنبش برای توسعه امباکاواکا   | ۹۴        | ۰٫۴۴          |
|                                                       | هادمیک کالیا           | مستقل                        | ۷۵        | ۰٫۳۵          |
| Invalid/blank votes                                   | Invalid/blank votes    | Invalid/blank votes          | ۴۰۸       | –             |
| Total                                                 | Total                  | Total                        | ۲۱٬۶۶۵    | ۱۰۰٫۰۰        |
| ثبت نامه شده ها/مشارکت                                | ثبت نامه شده ها/مشارکت | ثبت نامه شده ها/مشارکت       | ۶٬۸۵۹٬۵۷۰ | ۲۶٫۸۶ (تقریب) |
| Source: MEC (۴۸ از ۵٬۰۰۲ گزارش حوزه‌های رای‌گیری ۰٫۹۶٪) |                        |                              |           |               |

### مجلس ملی
| حزب                  | حزب                          | آرا       | %   | کرسی | +/–  |
| -------------------- | ---------------------------- | --------- | --- | ---- | ---- |
|                      | حزب پیشرو دموکراتیک (مالاوی) |           |     |      |      |
|                      | حزب کنگره مالاوی             |           |     |      |      |
|                      | جنبش متحده انتقال            |           |     |      | جدید |
| Invalid/blank Votes  | Invalid/blank Votes          |           | –   | –    | –    |
| Total                | Total                        |           | ۱۰۰ | ۱۹۳  | -    |
| ثبت نام شده‌ها/مشارکت | ثبت نام شده‌ها/مشارکت         | ۶٬۸۵۹٬۵۷۰ |     | –    | –    |
| Source: MEC          |                              |           |     |      |      |

### انتخابات محلی
| Party                | Party                        | Votes     | %   | Seats | +/–  |
| -------------------- | ---------------------------- | --------- | --- | ----- | ---- |
|                      | حزب پیشرو دموکراتیک (مالاوی) |           |     |       |      |
|                      | حزب کنگره مالاوی             |           |     |       |      |
|                      | جنبش متحده انتقال            |           |     |       | جدید |
|                      | مستقل                        |           |     |       | جدید |
| Invalid/blank Votes  | Invalid/blank Votes          |           | –   | –     | –    |
| Total                | Total                        |           | ۱۰۰ |       |      |
| ثبت‌نام شده ها/مشارکت | ثبت‌نام شده ها/مشارکت         | ۶٬۸۵۹٬۵۷۰ |     | –     | –    |
| Source: MEC          |                              |           |     |       |      |